# Бересклет японский
Бересклет японский (лат. Euonymus japonicus) — вид растений из семейства Бересклетовые (Celastraceae).

## Систематика
|  |                                                                              |                           |                           |                           |                                                            |                           |                           |                           |                                            |                           |                           |  | |  |  |  |
|  | отдел Цветковые, или Покрытосеменные (классификация согласно Системе APG II) |                           |                           |                           |                                                            |                           |                           |                           |                                            |                           |                           |  | |  |  |  |
|  |                                                                              |                           |                           |                           |                                                            |                           |                           |                           |                                            |                           |                           |  | |  |  |  |
|  | порядок Бересклетоцветные                                                    | порядок Бересклетоцветные | порядок Бересклетоцветные | порядок Бересклетоцветные | порядок Бересклетоцветные                                  | порядок Бересклетоцветные | порядок Бересклетоцветные | порядок Бересклетоцветные | порядок Бересклетоцветные                  | порядок Бересклетоцветные | порядок Бересклетоцветные |  | ещё 44 порядка цветковых растений, из которых к бересклетоцветным наиболее близки Бобовоцветные, Букоцветные, Кисличноцветные, Мальпигиецветные, Розоцветные и Тыквоцветные |  |  |  |
|  |                                                                              |                           |                           |                           |                                                            |                           |                           |                           |                                            |                           |                           |  | ещё 44 порядка цветковых растений, из которых к бересклетоцветным наиболее близки Бобовоцветные, Букоцветные, Кисличноцветные, Мальпигиецветные, Розоцветные и Тыквоцветные |  |  |  |
|  | семейство Бересклетовые                                                      | семейство Бересклетовые   | семейство Бересклетовые   | семейство Бересклетовые   | семейство Бересклетовые                                    | семейство Бересклетовые   | семейство Бересклетовые   |                           | ещё три семейства, в том числе Белозоровые |                           |                           |  | ещё 44 порядка цветковых растений, из которых к бересклетоцветным наиболее близки Бобовоцветные, Букоцветные, Кисличноцветные, Мальпигиецветные, Розоцветные и Тыквоцветные |  |  |  |
|  |                                                                              |                           |                           |                           |                                                            |                           |                           |                           | ещё три семейства, в том числе Белозоровые |                           |                           |  | ещё 44 порядка цветковых растений, из которых к бересклетоцветным наиболее близки Бобовоцветные, Букоцветные, Кисличноцветные, Мальпигиецветные, Розоцветные и Тыквоцветные |  |  |  |
|  | род Бересклет                                                                | род Бересклет             | род Бересклет             |                           | ещё около ста родов, в том числе: Древогубец, Кассина, Кат |                           |                           |                           | ещё три семейства, в том числе Белозоровые |                           |                           |  | ещё 44 порядка цветковых растений, из которых к бересклетоцветным наиболее близки Бобовоцветные, Букоцветные, Кисличноцветные, Мальпигиецветные, Розоцветные и Тыквоцветные |  |  |  |
|  |                                                                              |                           |                           |                           | ещё около ста родов, в том числе: Древогубец, Кассина, Кат |                           |                           |                           | ещё три семейства, в том числе Белозоровые |                           |                           |  | ещё 44 порядка цветковых растений, из которых к бересклетоцветным наиболее близки Бобовоцветные, Букоцветные, Кисличноцветные, Мальпигиецветные, Розоцветные и Тыквоцветные |  |  |  |
|  | Бересклет японский и ещё более 140 видов                                     |                           |                           |                           | ещё около ста родов, в том числе: Древогубец, Кассина, Кат |                           |                           |                           | ещё три семейства, в том числе Белозоровые |                           |                           |  | ещё 44 порядка цветковых растений, из которых к бересклетоцветным наиболее близки Бобовоцветные, Букоцветные, Кисличноцветные, Мальпигиецветные, Розоцветные и Тыквоцветные |  |  |  |
|  |                                                                              |                           |                           |                           | ещё около ста родов, в том числе: Древогубец, Кассина, Кат |                           |                           |                           | ещё три семейства, в том числе Белозоровые |                           |                           |  | ещё 44 порядка цветковых растений, из которых к бересклетоцветным наиболее близки Бобовоцветные, Букоцветные, Кисличноцветные, Мальпигиецветные, Розоцветные и Тыквоцветные |  |  |  |
|  |                                                                              |                           |                           |                           |                                                            |                           |                           |                           | ещё три семейства, в том числе Белозоровые |                           |                           |  | ещё 44 порядка цветковых растений, из которых к бересклетоцветным наиболее близки Бобовоцветные, Букоцветные, Кисличноцветные, Мальпигиецветные, Розоцветные и Тыквоцветные |  |  |  |
|  |                                                                              |                           |                           |                           |                                                            |                           |                           |                           |                                            |                           |                           |  | ещё 44 порядка цветковых растений, из которых к бересклетоцветным наиболее близки Бобовоцветные, Букоцветные, Кисличноцветные, Мальпигиецветные, Розоцветные и Тыквоцветные |  |  |  |
|  |                                                                              |                           |                           |                           |                                                            |                           |                           |                           |                                            |                           |                           |  | |  |  |  |
|  |                                                                              |                           |                           |                           |                                                            |                           |                           |                           |                                            |                           |                           |  | |  |  |  |

## Ботаническое описание

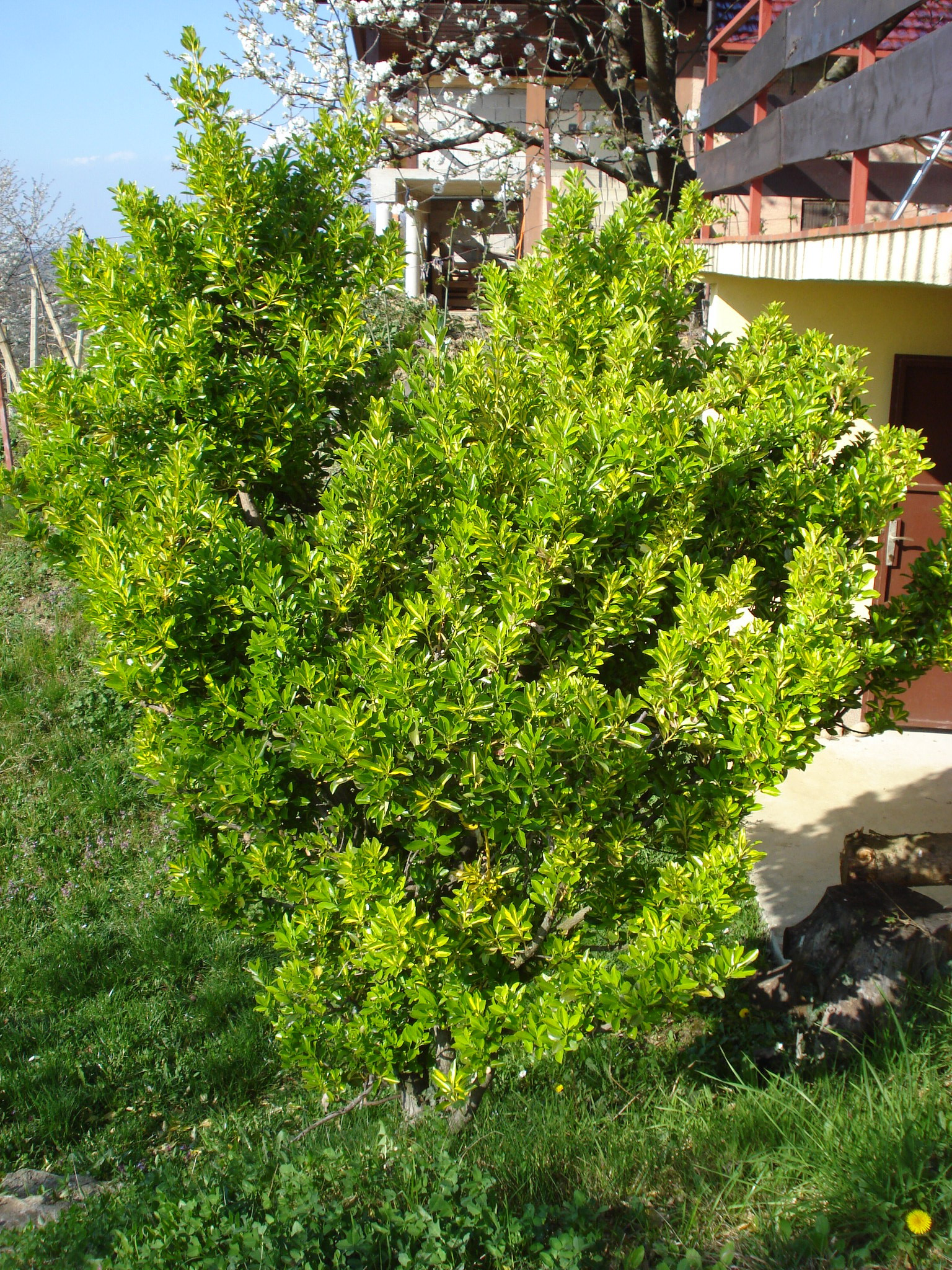
Бересклет японский

Деревянистое растение в виде дерева или кустарника.
Родина бересклета японского — Япония, Корея и Китай. В Азии, а также в Европе, Северной и Южной Америке, ЮАР, Австралии и Новой Зеландии его культивируют для посадки в парках и садах. Выведено несколько декоративных сортов.

## Сорта

##### Бересклет японский (Псевдолавр)
В России культивируется как комнатное или оранжерейное растение.

##### Бересклет японский микрофиллус
Пестролистная форма японского бересклета. Растение достигает высоты 50 см, в диаметре редко превышает 15 см. Листья желто-зеленые, чуть приподнятые. Цветы появляются в конце весны, имеют белый цвет. После того, как растение отцветет, на нем образуются яркие коробочки.

##### Бересклет японский карликовый
Вечнозеленый стелющийся кустарник высотой до 1 м. На его ветвях четко видны продольные бороздки, листья продолговатые, до 4 см. длиной. Край заострен, боковые стороны подогнуты вниз. Верхняя сторона листа имеет ярко-зелёный цвет, а нижняя — сизый оттенок. Цветки красно-бурые, чаще одиночные, мелкие, но могут быть собраны в небольшие зонтики по 2-3 цветка на тонких цветоносах до 2-х см. длиной.